# Доходный дом В. И. Денисова
Доходный дом В. И. Денисова — памятник архитектуры. Расположен в Центральном районе Санкт-Петербурга, современный адрес дома — улица Рылеева, 21, Гродненский переулок, 2.
Первый каменный дом на участке, тогда принадлежавшем Николаю Дмитриевичу Дмитревскому, был построен в 1840 году. Дальнейшими владельцами были Александра Дмитриевна Славянская, Григорий Петрович Беклешов, Николай Николаевич Ермолинский. Василий Ильич Денисов получил участок в 1907 году.
Здание построено В. В. Шаубом (с частичной разборкой, частичной перестройкой существовавших строений) в 1909—1910 годах. Фасады полихромные, на 1-2 этаже облицованные бучардированным гранитом, а на 2-5 этажах — керамической плиткой типа «кабанчик» в два цвета с орнаментом и выделением оформления штукатуркой, с трёхгранными эркерами и фигурными фронтонами, украшенные в стиле необарокко и неорококо. Окна первого этажа витринные. Лицевой фасад выходит на улицу Рылеева, торец замыкает перспективу Гродненского переулка. Для дворовых корпусов участка характерны крупные членения, широкие окна, облицовка охристым кирпичом; декором строений служат сами объёмы и оконные переплёты. Парадная лестница и хозяйственные лестницы заключены в один объём, они были разделены витражными перегородками с геометрическим узором, аналогичная лестница со световой шахтой есть во внутреннем корпусе. Эти два объёма лестниц объединены галереей на уровне земли.
Сам В. В. Шауб прожил в этом здании около двух лет.
В 2019 году дом вошел в перечень 255 многоквартирных домов — памятников архитектуры с особо сложными фасадами, которые предполагается отреставрировать по программе КГИОП «Наследие».